# Гаммонд (Нью-Йорк)
Гаммонд (англ. Hammond) — місто (англ. town) в США, в окрузі Сент-Лоуренс штату Нью-Йорк. Населення — 1258 осіб (2020).

## Демографія
Згідно з переписом 2010 року, у місті мешкала 1191 особа в 480 домогосподарствах у складі 317 родин. Було 1421 помешкання
Расовий склад населення:
| - 96,6 % — білих - 0,8 % — корінних американців - 0,4 % — азіатів - 0,3 % — чорних або афроамериканців |

До двох чи більше рас належало 1,5 %. Частка іспаномовних становила 2,1 % від усіх жителів.
За віковим діапазоном населення розподілялося таким чином: 24,8 % — особи молодші 18 років, 58,1 % — особи у віці 18—64 років, 17,1 % — особи у віці 65 років та старші. Медіана віку мешканця становила 42,9 року. На 100 осіб жіночої статі у місті припадало 97,2 чоловіків;  на 100 жінок у віці від 18 років та старших — 97,4 чоловіків також старших 18 років.
Середній дохід на одне домашнє господарство  становив 59 545 доларів США (медіана — 50 234), а середній дохід на одну сім'ю — 68 463 долари (медіана — 57 188). Медіана доходів становила 36 382 долари для чоловіків та 38 000 доларів для жінок. За межею бідності перебувало 29,0 % осіб, у тому числі 52,3 % дітей у віці до 18 років та 3,3 % осіб у віці 65 років та старших.
Цивільне працевлаштоване населення становило 517 осіб. Основні галузі зайнятості: освіта, охорона здоров'я та соціальна допомога — 26,9 %, роздрібна торгівля — 13,9 %, публічна адміністрація — 9,3 %, мистецтво, розваги та відпочинок — 8,3 %.